# RTL Nachtshow
Die RTL Nachtshow ist eine in den Jahren 1994 und 1995 produzierte und beim deutschen Privatfernsehsender RTL ausgestrahlte Late-Night-Show. Die Sendung wurde von Thomas Koschwitz moderiert und von der Studioband Knaller und die RTL SoulCats bzw. ab Januar 1995 Tom Schlüter und das Nachtorchester begleitet.

## Aufbau
Die Sendung folgte dem typischen Aufbau einer Late-Night-Show. Thomas Koschwitz begann mit einem gestandenen Monolog und setzte sich anschließend an seinen Schreibtisch. Dort moderierte er Einspieler an, verlas eine Top 10 von zehn Witzen zu einem tagesaktuellen Thema und empfing prominente Gäste. Zu der Sendung gehörte auch die Rubrik Ingo Appelts Fernsehgericht, in der der Komiker Ingo Appelt andere Fernsehsendungen parodierte.

## Geschichte
Ursprünglich wurde die Sendung 1994 als Überbrückung der Sommerpause der 1992 bei RTL gestarteten ersten deutschen Late-Night-Show Gottschalk Late Night produziert. Bis auf den Namen und den Moderator entsprach die Sendung dabei der Thomas Gottschalks. Auch der Sendeplatz um 23:15 Uhr war identisch. Nach dem Ende von Gottschalks Sommerpause wurde die RTL Nachtshow dann auch unmittelbar aus dem Programm genommen und direkt wieder durch Gottschalk Late Night ersetzt. Wegen der hervorragenden Quoten wurde die Sendung ab Januar 1995 dann jedoch ergänzend wieder ins RTL-Nachtprogramm aufgenommen. Gottschalk behielt seinen Sendeplatz und die RTL Nachtshow wurde im Anschluss an das RTL Nachtjournal um 0:30 Uhr gesendet. Auf diesem schwierigen Sendeplatz war Thomas Koschwitz mit der Sendung derart erfolgreich, dass er nach dem Weggang Gottschalks von RTL 1995 dessen Sendeplatz um 23:15 Uhr (wieder) übernahm. Die Quoten waren jedoch nicht mehr mit denen Gottschalks vergleichbar, so dass RTL die Sendung wegen der zwischenzeitlich von Sat.1 angekündigten Konkurrenz durch die Harald Schmidt Show absetzte. Die Sendung wurde im November 1995 mit der 250. Ausgabe endgültig eingestellt. 